# Synonim

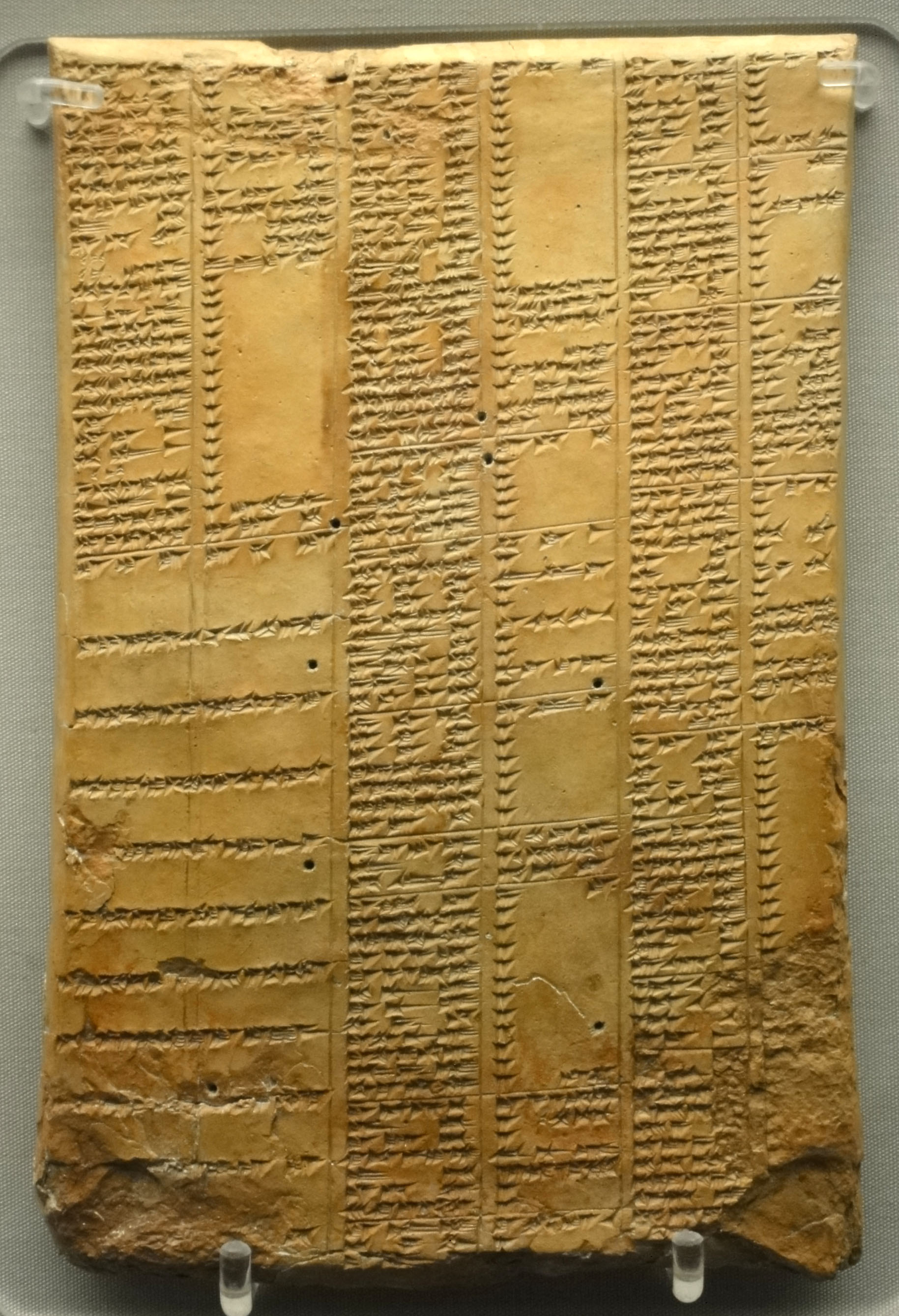
Lista synonimów zapisana pismem klinowym na tabliczce glinianej, okres nowoasyryjski (934 p.n.e. – 608 p.n.e.).

Synonim (gr. συνώνυμος –  „równoimienny”) – wyraz lub dłuższe określenie równoważne znaczeniowo innemu (równoznacznik) lub na tyle zbliżone, że można nim zastąpić to drugie w odpowiednim kontekście (bliskoznacznik). Zjawisko synonimii może dotyczyć konstrukcji składniowych (mówić wiersz – mówić wierszem), form morfologicznych (profesorowie – profesorzy) i leksemów (auto – samochód).
Pomiędzy dwoma synonimami można zwykle wykazać uchwytne różnice, np. we frekwencji ich stosowania (w określonym kontekście lub w różnych grupach społecznych). Historycznie rzecz ujmując, synonimy mogły kiedyś określać inne desygnaty, jednak obecnie przypisuje się im bliskie znaczenie. Istnieje też odwrotna tendencja do różnicowania znaczeniowego synonimów – wyrazy synonimiczne mogą rozgraniczyć swoje cechy semantyczne wraz z ewolucją języka.
Synonimami są np. słowa „barwa” i „kolor”, które znaczą dokładnie to samo, jednakże różni się sposób ich zastosowania w różnych związkach wyrazowych („barwa” może być użyta metaforycznie – np. barwa głosu lub barwa uczuciowa). Między synonimami mogą istnieć także różnice stylistyczne. Np. „aeroplan” i „samolot” są synonimami, lecz mają odmienną wartość stylistyczną: „aeroplan” jest wyrazem przestarzałym, a równocześnie przykładem pożyczki językowej. Podobne pary tworzą „kajet” i „zeszyt” oraz „automobil” i „samochód”. Do synonimów bywają zaliczane również wyrazy pochodzące z różnych odmian języka, np. słownictwo gwarowe.
Pionierami badań nad synonimią w języku polskim byli Klementyna Hoffmanowa i Kazimierz Brodziński. Słowniki synonimów opracowali Adam Stanisław Krasiński (1885), Roman Zawiliński (1926) i Stanisław Skorupka (1959 i późniejsze wydania).
Synonimy należy odróżnić od wyrazów pokrewnych, z którymi bywają mylone. Wyrazy pokrewne to takie, które tworzą rodzinę wyrazową (cechują się wspólnym rdzeniem). Przeciwieństwem synonimu jest antonim – określenie o znaczeniu przeciwstawnym.

## Rodzaje synonimów
Synonimy dzieli się na dwie grupy: bliskoznaczne (wymienne tylko w pewnym kontekście) i równoznaczne (wymienne w każdym kontekście). Wyrazów prawdziwie równoznacznych jest w języku mało; trudno bowiem wyróżnić pary synonimów, które dałoby się stosować wymiennie we wszystkich możliwych kontekstach. Pary takie tworzy zwykle wyraz rodzimy wraz z pożyczką. Wyrazy równoznaczne mogą różnić się odcieniem stylistycznym lub cechami łączliwości.
Rozróżniać można synonimy semantyczne i stylistyczne, biorąc za kryterium ich wartość znaczeniową i barwę uczuciową, oraz synonimy różnordzenne i wspólnordzenne, biorąc za kryterium ich formę.
Synonimy semantyczne odnoszą się do określonego przedmiotu, zjawiska, pojęcia, jakiejś jednej cechy lub czynności, ale ujmują je z różnych stron, akcentują różne wchodzące w ich skład odcienie znaczeniowe, np. rzeczowniki „zamieć, zadymka, zawieja, kurniawa”; przymiotniki „wielki, ogromny, olbrzymi”; czasowniki „stukać, walić, łomotać”.
Synonimy stylistyczne różnią się przede wszystkim barwą uczuciową, chociaż mogą także wykazywać pewne niuanse znaczeniowe. Biorąc pod uwagę różne rodzaje barw uczuciowych wśród stylistycznych, wyróżnia się synonimy:
- chronologiczne – wyrazy synonimiczne zróżnicowane czasowo, tzn. występujące w zestawieniu wyrazu przestarzałego z wyrazem języka współczesnego, np. pryncypał i szef, binokle i okulary, buchalter i księgowy, adwersarz i przeciwnik, ongiś i niegdyś.
- emocjonalne – wyrazy synonimiczne zróżnicowane pod względem barwy uczuciowej, np. włóczęga, łazik, włóczykij, obieżyświat, turysta.
- stylowe – wyrazy synonimiczne występujące głównie w stylu artystycznym bądź w stylu patetycznych przemówień, np. wieść – prowadzić, rubież – granica, mąż – małżonek, żona – małżonka – pani.
- środowiskowe – wyrazy synonimiczne o podłożu środowiskowym, np. samochód i gablota; sprzedać i opylić; odejść i zmiatać, ulewa i pompa.
- terytorialne – typowe dla określonego regionu, np. wielkopolska tytka i ogólnopolska torebka, krakowska rączka i ogólnopolska obsadka, podhalańska watra i ogólnopolskie ognisko, augustowski legat i ogólnopolski leń; wielkopolskie pyry i ogólnopolskie kartofle i ziemniaki; toruńskie jo i ogólnopolskie tak.

Synonimy różnordzenne nie należą do jednej rodziny wyrazowej, np. „awantura, kłótnia, zajście, burda”; „zawierucha, burza, nawałnica”; Synonimy wspólnordzenne są zaś powiązane ze sobą pod względem słowotwórczo-etymologicznym. Synonimy te tworzy się za pomocą formantów wspólnofunkcyjnych, np. od jednej podstawy rzeczownikowej powstaje często kilka przymiotników: od „wiek” – „wiekowy, wieczny, wieczysty”.
Rozróżniać można też synonimy bliższe i dalsze, w zależności od zakresu pojęciowego. Z wyrazów bliskoznacznych mający znaczenie szersze jest hiperonimem, zaś węższe – hiponimem. Np. „lokomotywa” i „elektrowóz” (każdy elektrowóz jest lokomotywą, lecz lokomotywa może mieć inny napęd niż elektryczny).